# Arnprior
Arnprior è un comune del Canada, situato nella provincia dell'Ontario, nella contea di Renfrew.